# Municipalità locale di Victor Khanye
La municipalità locale di Victor Khanye (in inglese Victor Khanye Local Municipality), già municipalità locale di Delmas, è una municipalità locale del Sudafrica situata nella provincia di Mpumalanga e appartenente alla municipalità distrettuale di Nkangala.
In base al censimento del 2001 la sua popolazione è di 56 207 abitanti.
Il suo territorio si estende su una superficie di 1.567 km² ed è suddiviso in 8 circoscrizioni elettorali (wards). Il suo codice di distretto è MP311.

## Geografia fisica

### Confini
La municipalità locale di Victor Khanye confina a nord e a ovest con quella di Kungwini (Metsweding/Gauteng), a nord e a est con quella di Emalahleni, a sud con quelle di Govan Mbeki (Gert Sibande) e Lesedi (Sedibeng/Gauteng) e a ovest con la Municipalità metropolitana di Ekurhuleni (Gauteng).

### Città e comuni
- Argent
- Botleng
- Delmas
- Eloff
- Khutala Colliery
- Sundra

### Fiumi
- Koffiespruit
- Kromdraaispruit
- Wilger

### Dighe
- Kromdraai Dam